# 氷見市いきいき元気館
氷見市いきいき元気館（ひみしいきいきげんきかん）は、富山県氷見市中央町12-21に所在する複合施設である。

## 概要
2002年12月4日に小ホール（200席収容）などを備えた新館（鉄筋コンクリート造3階建て2,565m2）が竣工し、同年12月9日より利用を開始した。その後2003年4月1日には、旧氷見市総合体育館（1984年11月に東小学校跡地に完成）を改修し、本格オープンした。同年5月25日にはわんぱく広場、多目的広場、トレーニングルームが完成。
氷見市役所健康課、氷見市地域子育てセンター、ことばの教室、氷見市児童館、氷見市ボランティア総合センターを包括した複合施設である。施設内には日本海側最大級の屋内ネット遊具（2003年5月下旬設置、ハンモック式幅14.4m、長さ30.5m）が設置されている。
多目的広場はコロナ禍の際コロナワクチンの接種会場となっていたため一般利用を休止していたが、2023年7月25日に利用が再開された。

## 諸データ
※いずれも氷見市総合体育館時代のもの。
- アリーナ：1,716.26m2、観客席488席[7]
- 小体育館：324.79m2[7]
- 幼児体育館：69.47m2[7]
- 運動広場：1,514.86m2[7]